# Alte Drostei (Papenburg)

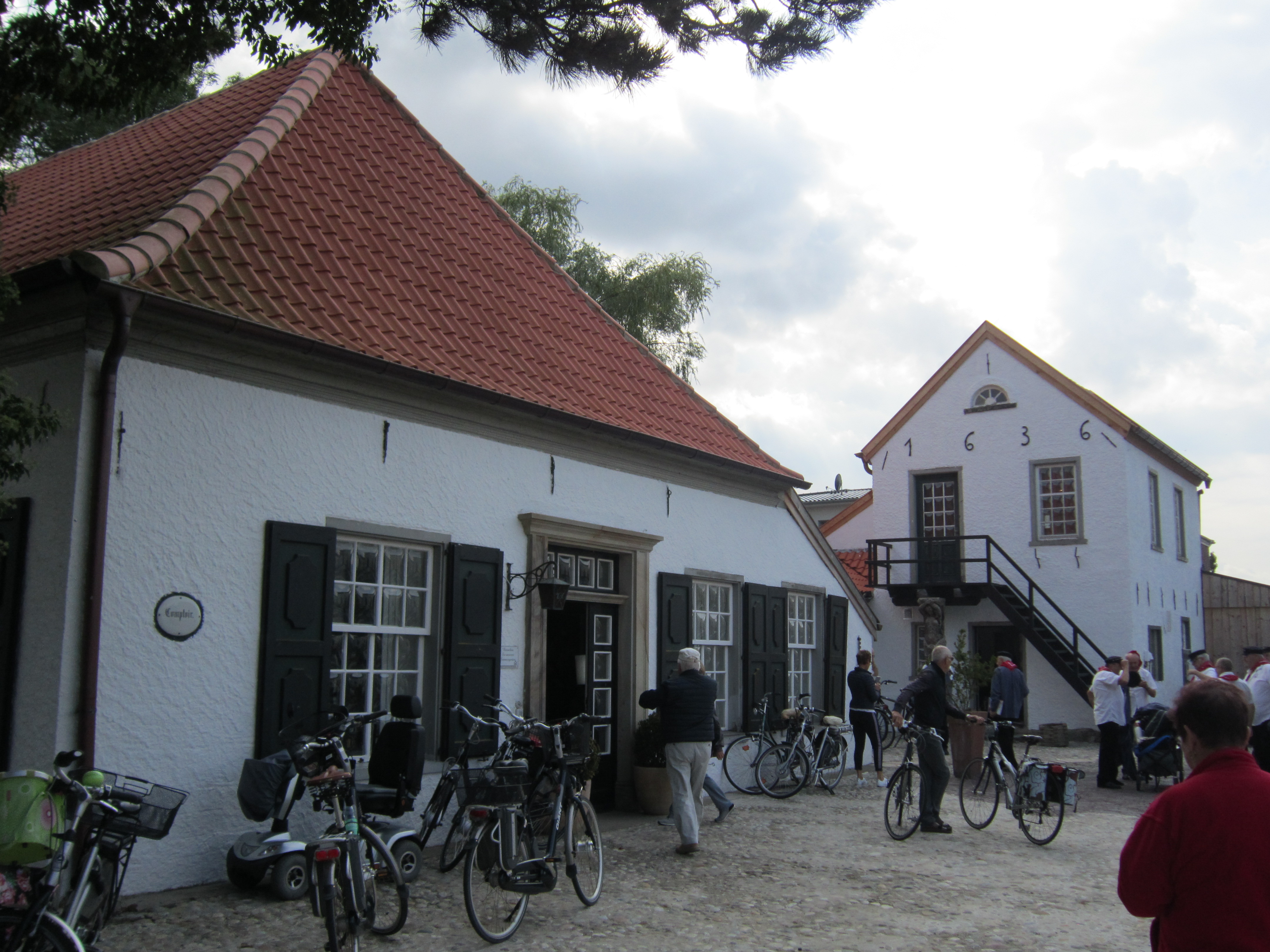
Alte Drostei, Heimatmuseum Papenburg, 2018

Die Alte Drostei Papenburg (auch Papenburger Herrenhaus oder altes Amtshaus Papenburg) befindet sich im Zentrum der Stadt Papenburg in Niedersachsen. Es ist das älteste Gebäude der Stadt. Dietrich von Velen ließ es in der Zeit des Dreißigjährigen Krieges zwischen 1630 und 1636 erbauen.

## Geschichte
Dietrich von Velen, Drost des Emslandes und Stadtgründer Papenburgs, erwarb für einige Goldtaler das Grundstück der alten Drostei von Freiherr von Schwarzenberg. 1716 erwarb Herr Dallmeier, Sekretär des Drosten, das Gelände mit dem Haus darauf. Heute befindet sich das umfassend renovierte Gebäude im Privatbesitz. Es finden Führungen, Veranstaltungen, Ausstellungen und Lesungen statt.

## Bauwerk
Das Objekt wurde mit zahlreichen historischen Gegenständen gefüllt, die zum Teil aus dem Privatbesitz Ortsansässiger stammen. So findet sich zum Beispiel die Bibliothek der Familie Behnes aus Aschendorf mit ihren Büchern aus der Zeit vom 14. Jahrhundert bis 1939 dort. Außerdem befinden sich im Gebäude alte Gemälde aus dem 16. Jahrhundert, große Holzstatuen aus dem 17. Jahrhundert, Gemälde der früheren Besitzer und ein Pestkreuz.
In dem Gebäude befinden sich außerdem das alte Drostenzimmer, das Pestzimmer aus dem 16. Jahrhundert, das von außen über den Turm erreichbar ist, sowie das im Rahmen der Renovierungen wieder freigelegte alte Gefängnis mit dem originalen Fenstergitter. 